# Fifa Confederations Cup
Fifa Confederations Cup var en internationell herrfotbollsturnering med åtta lag, som från och med 2005 spelades året före ordinarie VM-turnering. Turneringen kallades därför ofta "lilla VM", "mini-VM" eller "för-VM". Den startade 1992 som King Fahd Cup och följdes upp av en turnering 1995. Fifa tog över arrangemanget 1997 som en officiell Fifa-turnering och har i efterhand meddelat officiell status för turneringarna 1992 och 1995. FIFA meddelade i mars 2019 att turneringen har lagts ner, med anledning av ett utökat klubblags-VM.

## Deltagare
Deltagarna bestod av de sex mästarna från respektive federation: Asien, Afrika, Nord-/Centralamerika och Karibien, Sydamerika, Oceanien och Europa samt regerande världsmästare och turneringens värdnation.
I de fall då ett lag var kvalificerat från två håll (t.ex. 2003 då Frankrike var både regerande europamästare och värdnation) eller av andra skäl inte kunde eller ville delta så erbjöds i regel platsen till i tur och ordning tvåan, trean, etc från aktuell turnering. Vid tre tillfällen har detta hittills skett:
- 1997 då Tyskland som regerande europamästare 1996 tackade nej och ersattes av EM-tvåan Tjeckien
- 1999 då Frankrike som regerande världsmästare 1998 tackade nej och ersattes av VM-tvåan Brasilien.
- 2003 då Frankrike som regerande europamästare 2000 var värdland och 1) Italien som tvåa i EM 2000, 2) Tyskland som VM-finalist 2002 (Brasilien vann) och 3) Spanien som tvåa på Fifas världsranking för herrar (efter Brasilien) alla tackade nej. Platsen gick till Turkiet som VM-trea 2002.

2001 var Frankrike både regerande världs- och europamästare men något annat lag erbjöds inte en plats eftersom Japan och Sydkorea hade två platser som gemensamma värdnationer.

## Medaljörer
| År   | Värdnation         | Final     | Final        | Final        | Match om tredjepris | Match om tredjepris | Match om tredjepris |
| År   | Värdnation         | Vinnare   | Resultat     | Tvåa         | Trea                | Resultat            | Fyra                |
| ---- | ------------------ | --------- | ------------ | ------------ | ------------------- | ------------------- | ------------------- |
| 1992 | Saudiarabien       | Argentina | 3–1          | Saudiarabien | USA                 | 5–2                 | Elfenbenskusten     |
| 1995 | Saudiarabien       | Danmark   | 2–0          | Argentina    | Mexiko              | 1–1 (5–4 str.)      | Nigeria             |
| 1997 | Saudiarabien       | Brasilien | 6–0          | Australien   | Tjeckien            | 1–0                 | Uruguay             |
| 1999 | Mexiko             | Mexiko    | 4–3          | Brasilien    | USA                 | 2–0                 | Saudiarabien        |
| 2001 | Japan och Sydkorea | Frankrike | 1–0          | Japan        | Australien          | 1–0                 | Brasilien           |
| 2003 | Frankrike          | Frankrike | 0–0 (1–0 GG) | Kamerun      | Turkiet             | 2–1                 | Colombia            |
| 2005 | Tyskland           | Brasilien | 4–1          | Argentina    | Tyskland            | 3–3 (4–3 efl)       | Mexiko              |
| 2009 | Sydafrika          | Brasilien | 3–2          | USA          | Spanien             | 2–2 (3–2 efl)       | Sydafrika           |
| 2013 | Brasilien          | Brasilien | 3–0          | Spanien      | Italien             | 2–2 (5–4 str.)      | Uruguay             |
| 2017 | Ryssland           | Tyskland  | 1–0          | Chile        | Portugal            | 1–1 (2–1 efl)       | Mexiko              |

### Fotnoter
1. ↑  ”Intercontinental Cup for Nations” (på engelska). RSSSF. http://www.rsssf.com/tablesi/intconcup.html. Läst 4 augusti 2016.